# Magalhães e Antártica Chilena
| XII Região de Magalhães e Antártica Chilena                                                                              |                                                                                   |
| |                                                                                   |
| Brasão | Bandeira                                                                          |
| Localização no Chile |                                                                                   |
| Localização da Magalhães e Antártica Chilena                                                                             |                                                                                   |
| Dados |                                                                                   |
| Capital • População • Coordenadas                                                                                        | Punta Arenas 132.363 (2024) 53°9′45″S, 70°55′21″O                                 |
| Intendente • Províncias                                                                                                  | Christian Matheson Magallanes Última Esperanza Tierra del Fuego Antártica Chilena |
| Superfície • Total • % nacional • % agua Fronteiras Costas                                                               | 1º posição 132.033,5 km² n/d                                                      |
| População • Total • Densidade                                                                                            | 15º posição 166.537 (2024) 1,26 hab./km²                                          |
| PIB (PPC) • Total • PIB per capita                                                                                       | US$ 2.922 milhões (1,72%) US$ 18.670                                              |
| Congressistas • Senado • Câmara dos Dep.                                                                                 | 2 senadores 2 deputados                                                           |
| Códigos telefônicos | +56-61                                                                            |
| Código ISO | CL-MA                                                                             |
| www.goremagallanes.cl |                                                                                   |
| Incluindo o Território Antártico Chileno a área total passa para 1.382.291,1 km² e a densidade demográfica 0,11 hab./km² |                                                                                   |

Magalhães e Antártica Chilena (oficialmente em espanhol: XII Región de Magallanes y de la Antártica Chilena) é uma das dezesseis regiões do Chile. Sua capital é a cidade de Punta Arenas.
A região é composta por duas zonas: A zona continental e a zona antártica. A zona continental é banhada a oeste pelo Oceano Pacífico e faz divisa a leste com a Argentina, ao norte com a Região de Aisén e ao sul com o Estreito de Drake, já a zona antártica está situada na parte mais próxima do Chile, que, na verdade, é apenas um território reivindicado.

## Divisão político-administrativa da Região de Magallanes e Antártica Chilena
A Região de Magallanes e Antártica Chilena, para efeitos de governo e administração interior, se divide em 4 províncias:
| Província         | Área em km² | População (2024) | Capital         |
| ----------------- | ----------- | ---------------- | --------------- |
| Magallanes        | 36.994,7    | 132.975          | Punta Arenas    |
| Última Esperanza  | 45.830,7    | 24.355           | Puerto Natales  |
| Tierra del Fuego  | 29.484,7    | 7.397            | Porvenir        |
| Antártica Chilena | 14.146,0    | 1.810            | Puerto Williams |

Para fins de administração local, as províncias estão divididas em 11 comunas.
|                   |                 |                     |
| Província         | Capital         | Comuna              |
| Antártica Chilena | Puerto Williams | 1 Antártica         |
|                   |                 | 2 Cabo de Hornos    |
| Magallanes        | Punta Arenas    | 3 Laguna Blanca     |
|                   |                 | 4 Punta Arenas      |
|                   |                 | 5 Río Verde         |
|                   |                 | 6 San Gregorio      |
| Tierra del Fuego  | Porvenir        | 7 Porvenir          |
|                   |                 | 8 Primavera         |
|                   |                 | 9 Timaukel          |
| Última Esperanza  | Puerto Natales  | 10 Natales          |
|                   |                 | 11 Torres del Paine |

## Natureza

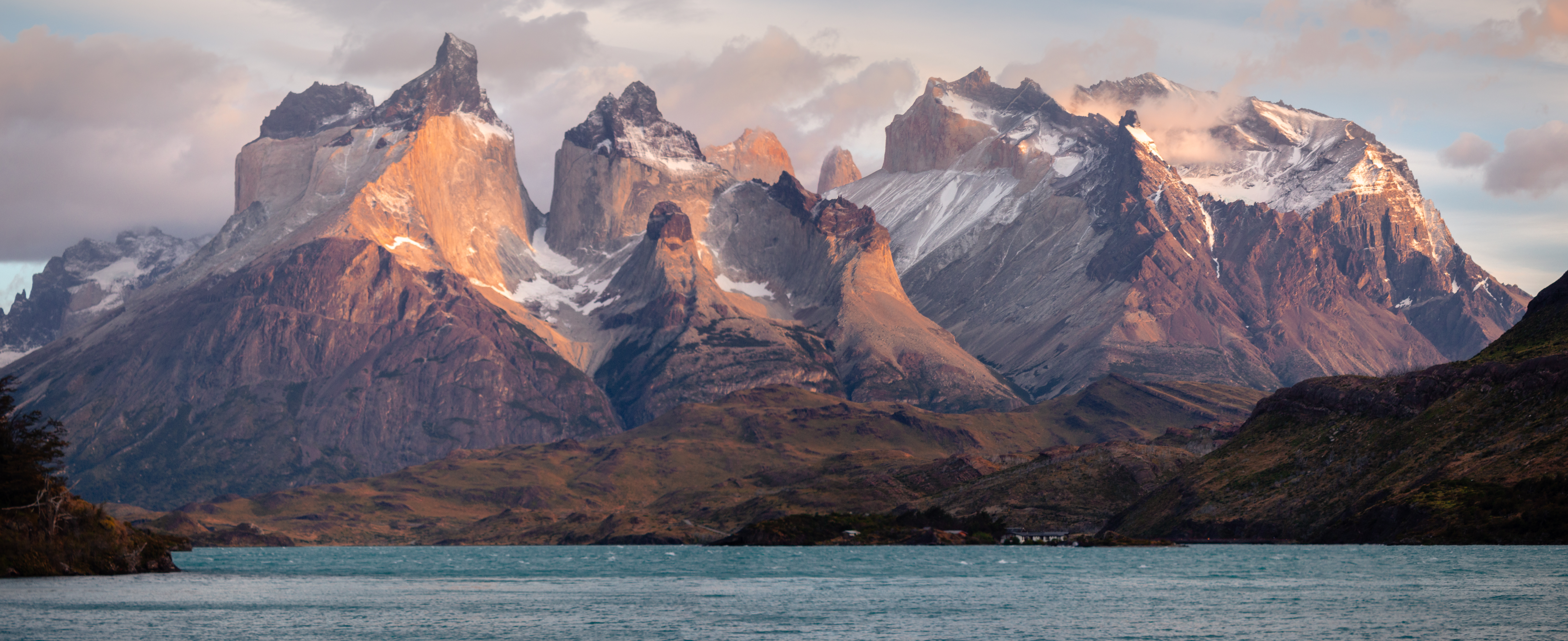
Maciço Paine ao nascer do sol Torres del Paine.

Na região está o campo de gelo do sul da Patagónia, o estreito de Magalhães, o estreito de Beagle, Terra do Fogo, os parques nacionais Torres del Paine e Bernardo O'Higgins.